# 로보크래프트
로보크래프트(Robocraft)는 프리잼 게임스(Freejam Games)가 개발하고 배급한 온라인 차량 전투 게임이다. 각기 다른 행성들을 배경으로 하여 플레이어는 로봇을 조립하여 전투 내의 다른 로봇들과 대항하여 싸우게 된다. 이 게임에는 차고 구역이 있으며 여기에서 기초적인 블록 기반 부품들(큐브, 바퀴 등)을 가지고 기능하는 다양한 차량들을 조립할 수 있다. 또, 전투에 사용할 무기를 넣을 수 있다. 초기 알파 빌드는 2013년 3월에 출시되었으며 이듬해까지 300,000명이 게임을 즐겼다. 2017년 8월 24일에 베타 단계를 벗어나 공식 출시되었다.